# Калиманци (община Виница)
Вижте пояснителната страница за други значения на Калиманци.
Калиманци (на македонска литературна норма: Калиманци) е село в община Виница, Северна Македония.

## География
Селото е разположено на изток от град Виница. За селото Кънчов пише, че много прилича на селата в Осоговия, но не се причислява към тази област. Калиманци се намира на главния път, свързващ Малешево и Кочанската котловина.

## История
В XIX век Калиманци е изцяло българско село в Пехчевска (Малешевска) кааза на Османската империя. Според статистиката на Васил Кънчов („Македония. Етнография и статистика“) от 1900 г. Калиманци е има 600 жители, всички българи, като от тях 425 са мохамедани, a 175 християни.
Християните в селото са под върховенството на Българската екзархия. По данни на секретаря на екзархията Димитър Мишев („La Macédoine et sa Population Chrétienne“) в 1905 година в Калиманци има 120 българи екзархисти.
При избухването на Балканската война 1 човек от Калиманци е доброволец в Македоно-одринското опълчение.
В 1912 година Калиманци е освободено от османска власт от български войски. Край селото по време на Междусъюзническата война през юли 1913 година се води Битката при Калиманци. По време на войната там са погребани 508 български военнослужещи. След войната селото остава в Сърбия.
В 1924 година при Калиманци и Илиово чета на ВМРО, начело с войводата Панчо Михайлов, води целодневно сражение със сръбска потеря.
Според преброяването от 2002 година селото има 239 жители, всички македонци.

## Личности
Родени в Калиманци
- Тодор Мицов (р. 1949), писател от Северна Македония

Починали в Калиманци
- Димитър Ангелов Пажев, български военен деец, майор, загинал през Междусъюзническа война[7]
- Димитър Андонов, български военен деец, подпоручик, загинал през Междусъюзническа война[8]
- Димитър Георгиев Чанов, български военен деец, подпоручик, загинал през Междусъюзническа война[9]
- Ефтим Калимански, български революционер, деец на ВМРО[10]
- Иван Пенчев Пенчев, български военен деец, капитан, загинал през Междусъюзническа война[11]
- Илия Христов Христов, български военен деец, капитан, загинал през Междусъюзническа война[12]
- Колю Колев Коев, български военен деец, подпоручик, загинал през Междусъюзническа война[13]
- Мите Церски (? – 1924), български революционер, кочански войвода на ВМРО
- Митю Милев, български военен деец, подпоручик, загинал през Междусъюзническа война[14]
- Михаил Наутлиев (? – 1924), български революционер
- Михаил Недялков (1896 – 1924), български революционер
- Неделчо Балканджиев, български военен деец, капитан, загинал през Междусъюзническа война[15]
- Петър Наков Наков, български военен деец, подпоручик, загинал през Междусъюзническа война[16]
- Петър Янев Мутафов, български военен деец, подпоручик, загинал през Междусъюзническа война[17]
- Стефан Бояджиев Матеев, български военен деец, майор, загинал през Междусъюзническа война[18]
- Стоил Бичиклиев (? – 1924), български революционер от ВМРО
- Стоян Янев Илиев, български военен деец, подпоручик, загинал през Междусъюзническа война[19]
- Христо Ив. Доков, български военен деец, поручик, загинал през Междусъюзническа война[20]
- Христо Станков Петров, български военен деец, подпоручик, загинал през Междусъюзническа война[21]

## Други
На Калиманци е наречена улица в кварталите „Подуяне“ и „Гео Милев“ в София (Карта).